# Музы

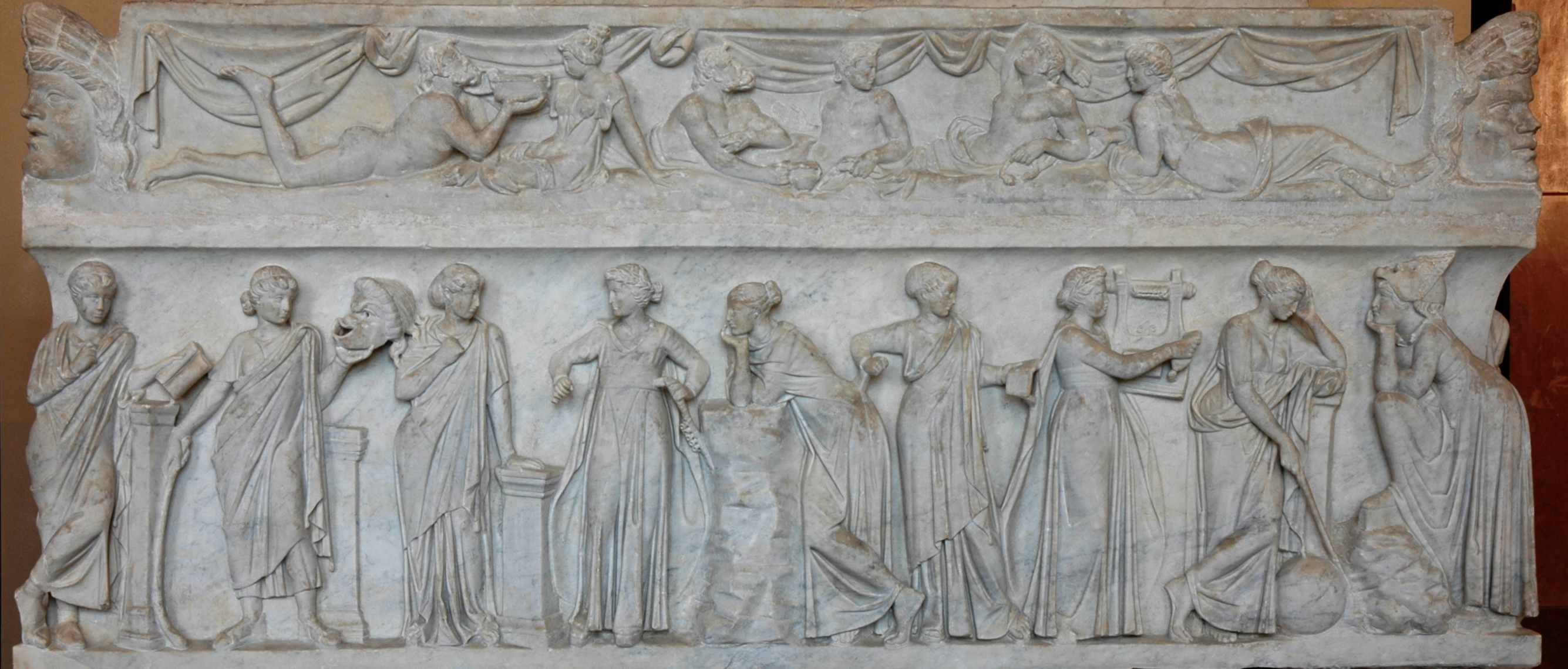
Саркофаг муз (II в. н. э. Лувр, Париж). Слева направо: Каллиопа (со свитком), Талия (с маской в руке), Эрато, Эвтерпа (с духовым музыкальным инструментом), Полигимния, Клио, Терпсихора (с кифарой), Урания (с жезлом и глобусом), Мельпомена (с театральной маской на голове)

Му́зы (др.-греч. μοῦσα, мн.ч. μοῦσαι — «мыслящие») — богини в древнегреческой мифологии, дочери бога Зевса и титаниды Мнемосины, либо дочери богини Гармонии, покровительницы искусств и наук. Обитали на Парнасе. Кроме того, обителью муз считалась гора Геликон в Беотии, где били священные ключи, источники вдохновения — Аганиппа и Гиппокрена. От муз происходит слово «музыка» (греч. прилагательное μουσική, подразумевается τέχνη или ἐπιστήμη), первоначально обозначавшее не только музыку в нынешнем смысле, но любое искусство или науку, связанные с деятельностью муз. Музам посвящались храмы, которые назывались мусейонами (от этого слова и произошёл «музей»).

## Девять покровительниц-муз
| Изображение | Имя        | Имя                 | Имя                  | Чему покровительствует     |
| Изображение | рус.       | др.-греч.           | лат.                 | Чему покровительствует     |
| ----------- | ---------- | ------------------- | -------------------- | -------------------------- |
| Каллиопа    | Каллио́па   | Καλλιόπη            | Calliope             | эпическая поэзия           |
| Эвтерпа     | Эвте́рпа    | Εὐτέρπη             | Euterpe              | лирическая поэзия и музыка |
| Мельпомена  | Мельпоме́на | Μελπομένη           | Melpomene            | трагедия                   |
| Талия       | Та́лия      | Θάλεια, Θαλία       | Thalia               | комедия                    |
| Эрато       | Эрато́      | Ἐρατώ               | Erato                | любовная поэзия            |
| Полигимния  | Полиги́мния | Πολυύμνια, Πολύμνια | Polyhymnia, Polymnia | пантомима и гимны          |
| Терпсихора  | Терпсихо́ра | Τερψιχόρη           | Terpsichore          | танцы                      |
| Клио        | Клио́       | Κλειώ               | Clio                 | история                    |
| Урания      | Ура́ния     | Οὐρανία             | Urania               | астрономия                 |

## Эпитеты муз
- Аониды[4]. Топоним, указывающий на беотийское происхождение муз (трёх: Аэды — музы вокальной музыки, Мелеты — музы образования и обучения и Мнемы — музы воспоминаний; или четырёх: Аэды, Мелеты, Телксинои и Архе).
- Пиэриды, Пиериды[5]. По одной версии, топоним, от местечка Пиерия вблизи Олимпа, где музам впервые начали поклоняться фракийцы. По другой версии, эпитет происходит от имени легендарного царя Пиера, фракийца, поселившегося в Беотии и установившего культ муз в Феспиях (город не сохранился).
- Эагри́ды (греч. Οιαγρίδες). Эпитет, указывающий на их связь с фракийским царём Эагром. Последний, по одной из версий, был супругом Каллиопы и отцом Орфея и Лина. У латинских поэтов прилагательное «эагрийский» (Oeāgrius) — это и орфический и фракийский. Они странствовали вместе с Дионисом[6].
- Пермесские сестры[7]. См. Вергилий. Буколики VI 64 (река Пермес)
- Илисиады. По жертвеннику на берегу Илиса[8].
- Пимплеиды[9].
- Мнемониды[10][11] — музы, по имени их матери Мнемосины.

## Старшие музы
Иногда говорят, что муз было три (таково мнение Эфора). Алкман называет муз дочерьми Урана и Геи. Согласно Мимнерму, дочери Урана и Геи. Мнасей из Патр также указывал, что музы были дочерьми Урана и Геи, и их было четыре.
Согласно Марку Туллию Цицерону, отцом старших муз (первое поколение муз) являлся Юпитер второй — сын Неба и отец Минервы. Второе поколение из девяти муз произошло, по Цицерону, от Юпитера третьего и Мнемозины, а третье (пиериды или пиерии) — тоже девять муз с теми же именами — родились от Пиерона и Антиопы.
Согласно же Варрону и Авсонию, жители Киферона наняли трёх мастеров и поручили каждому сделать медные статуи трёх муз, чтобы потом выбрать из них лучшие три и поместить в храм Аполлона. Однако все статуи оказались настолько прекрасны, что жители не смогли выбрать лучшие. В итоге были куплены и освящены в храме все девять, а поэт Гесиод позже дал им новые имена.

### Музы Алоадов
Согласно Павсанию, старшие музы: Мелета, Мнема и Аэда, поклонение которым установили Алоады. У Аполлодора нет старших муз.
- Аэда («Песнь»). Одна из старших муз[17];
- Мелета («Опытность»). Старшая муза[17];
- Мнема («Память»). Старшая муза[20], упомянута у Орфея[21].

### Дельфийская версия
По изложению у Плутарха представлений жителей Дельф, три музы связаны с тремя частями космоса, которые находятся в гармоничном соотношении между собой. Назывались именами (струнами) Полной системы (полного звукоряда) греков:
- Гипата[англ.] («Верхняя», то есть верхняя струна, чей звук был самый низкий), покровительствует сфере неподвижных звёзд (звёздного неба).

- Меса[англ.] («Средняя»), покровительствует сфере планет.
- Нета, или Нэта[англ.] («Крайняя», самый высокий звук), покровительствует подлунному миру.

### Дочери Аполлона
По Евмелу Коринфскому, дочери Аполлона: Кефисо, Аполлонида и Борисфенида.
- Либо старшие музы — дочери Зевса второго: Телксиопа, Аэда, Арха, Мелета[17].
- О старших музах, рождённых от Крона, говорит Мусей[24].

## Списки муз по другим вариантам
Согласно Кратету, муз было восемь, по Миртилу из Мефимны — семь либо девять (см. Мифы островов Эгейского моря, про Мегакло).

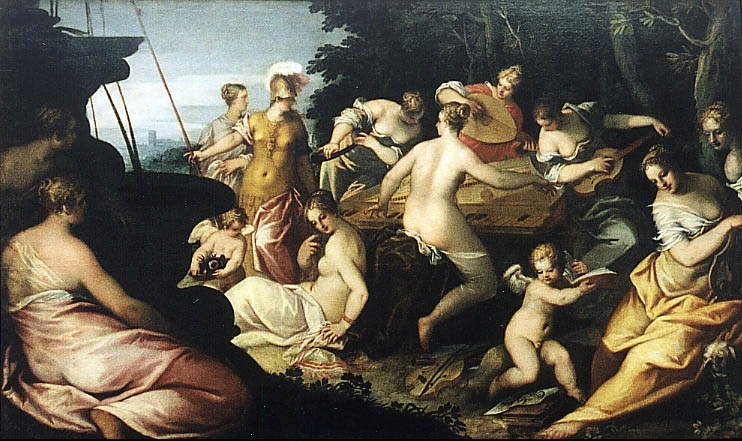
«Минерва и музы»
(художник Ганс Роттенхаммер)

### Согласно Цецу
Цец называет девять муз: Терпсихора и Эвтерпа совпадают с Гесиодом, а ещё семь носили имена Гелика, Дия, Евника, Каллихора, Фелксиноя, Энкелада, Энопа. Именем Фелксинои назван XLII спутник Юпитера.

### Согласно Эпихарму
Согласно Эпихарму, их было семь, и звали их Нейло (Нило), Тритона, Асопо, Гептапора, Ахелоида, Типопло и Родия. Это дочери Пиера.

### Девять Пиерид
Девять дочерей Пиера состязались с музами, проиграли и были превращены в птиц. Этот миф объяснял происхождение синонима слова «Музы» — Пиериды.
От этого слова происходит название рода красивоцветущих кустарников Пиерис (Pieris) из семейства Вересковые.

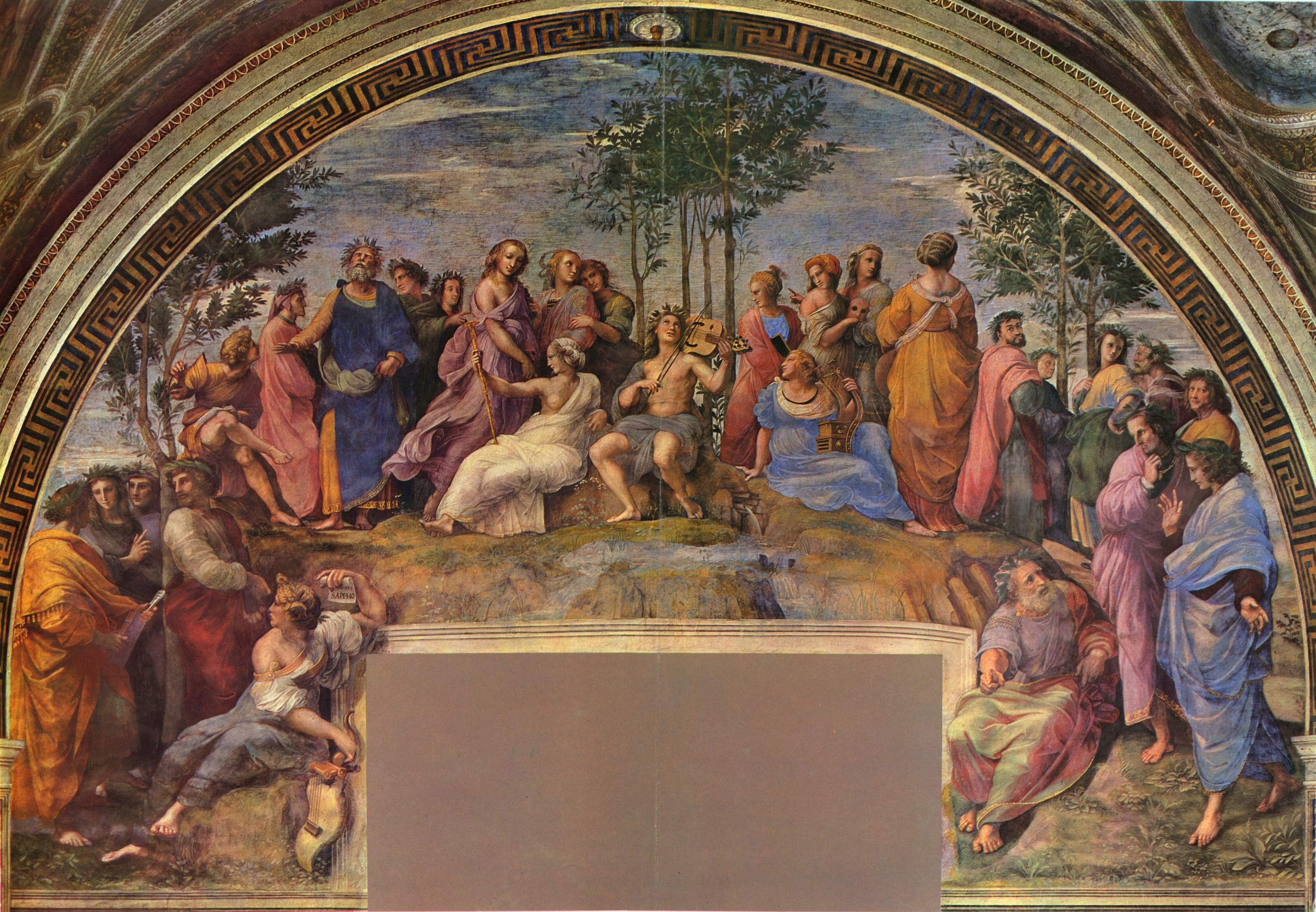
Парнас — обиталище муз.
(Станца Рафаэля)

### Другие имена муз
- Гимно По надписям на вазах[27].
- Каллихора По надписям на вазах[27].
- Полиматия Так сикионцы называют одну из трех муз[28].
- Стесихора По надписям на вазах[27].
- Хоро (или Хороника). По надписям на вазах[27].

## Музы в литературе
Одно из первых упоминаний муз в большой литературе находится в «Илиаде» и «Одиссее» (XXIV: 60). Им посвящены XXV гимн Гомера и LXXVI орфический гимн. Им посвящена пьеса Софокла «Музы» (не дошло ни одной строки). «Гимн Музе» написал Месомед Критский (сохранились его ноты). В России XVIII в. популярностью пользовалось стихотворение о музах В. К. Тредиаковского «Парнас. Феб. Музы», латинский оригинал которого ошибочно приписывался Авсонию:
Клиа точны бытия

В память предает, поя.

Мелпомена восклицает

И в трагедии рыдает.

Талиа, да будет прав,

Осмехает в людях нрав.

Пажить, равно жатву серпа

Во свирель гласит Эвтерпа.

Гуслей Терпсихора звук

Соглашает разный вдруг.

Эрата смычком, ногами

Скачет, также и стихами.

Урания звезд предел

Знает свойство и раздел.

Каллиопа всех трубою

Чтит героев всезлатою.

Упражняясь наконец

В преклонении сердец,

Полигимниа нарядно

И вещает все изрядно.

Движет превыспренний ум

Муз сих, купно оных шум:

Посредине Феб сам внемлет,

А собою все объемлет.

## В астрономии
В честь муз назван астероид (600) Муза, открытый в 1906 году.